# Tusitala lutzi
Tusitala lutzi es una especie de araña saltarina del género Tusitala, familia Salticidae. Fue descrita científicamente por Lessert en 1927.
Habita en Congo.